# 義烈空挺隊
義烈空挺隊(ぎれつくうていたい)は、敵飛行場に輸送機で強行着陸して敵航空機と飛行場施設を破壊することを目的とした旧日本陸軍の空挺部隊で編成された特殊部隊。沖縄戦期間中の1945年5月24日に、連合軍に占領されていた沖縄の嘉手納飛行場と読谷飛行場に攻撃を行った。

## 編成

### サイパン島への奇襲攻撃計画

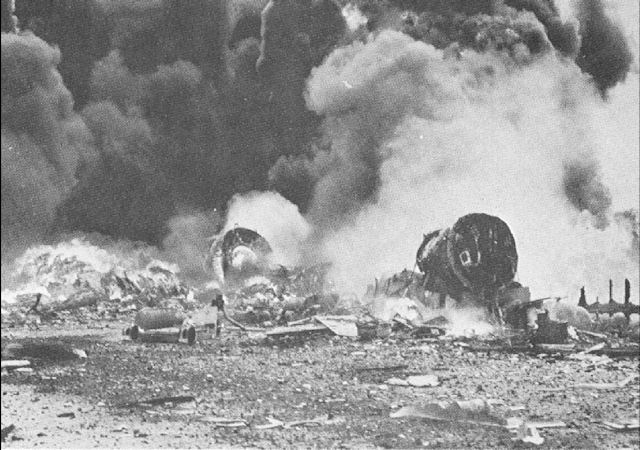
日本軍の空襲で撃破されたサイパン島イズリー飛行場のB-29

1944年7月にサイパンの戦いにより、サイパン島がアメリカ軍に占領されると、同島の飛行場から出撃した戦略爆撃機B-29による首都圏への空襲の懸念が一気に高まった。そのため、日本軍は1944年11月2日の陸軍航空隊九七式重爆撃機9機による爆撃を皮切りにして、サイパン島を空から執拗に攻撃し、東京が大空襲を受けた3日後の11月27日には報復攻撃として、陸軍航空隊の新海希典少佐率いる第二独立飛行隊の四式重爆撃機2機がイズリー飛行場を爆撃し、完全撃破4機と16機を損傷させて、2機とも無事に生還した。続いて海軍航空隊の大村謙次中尉率いる第一御盾隊の零戦12機が、イズリー飛行場を機銃掃射しB-29を5機撃破し、また迎撃してきたP-47の1機を撃墜したが全機未帰還となった。12月7日には真珠湾攻撃の報復空襲を阻止するため、浜松陸軍飛行学校の飛行第110戦隊の九七式重爆撃機8機が爆撃し、日本本土への空襲を一時中断させた。アメリカ軍イズリー飛行場は度重なる空襲で大混乱状態となり、損傷機も多数に上ったため、日本本土空襲に出撃するB-29の機数を減少せざるを得なくなった。
陸海軍爆撃機のイズリー飛行場への攻撃が成功した11月27日に、陸軍教導航空軍は、サイパン島に空挺部隊で編成した特殊部隊を送り込み、地上でB-29を殲滅しようと計画し、挺進集団に特殊部隊の編制を命じた。挺進集団の河島慶吾大佐は挺進第1連隊から一個中隊を選抜して編成することとしたが、河島と同様に挺進集団が編成されて以来在籍していた奥山道郎大尉が部隊指揮官として適任と考えて、挺進第1連隊長の山田秀男中佐を呼ぶと、挺進第1連隊長からの特殊部隊の編成と奥山を指揮官とすることを命じた。奥山は空挺部隊の経験が長いだけではなく、挺進第1連隊の中でも工兵を主体として編成されていた第4中隊の中隊長でもあり、破壊工作にはうってつけの人物であった。
山田は奥山を呼ぶと、サイパン島への攻撃部隊の差し出しを命じられたことや、この作戦の意義を説明したが、説明の途中ですべてを察した奥山が山田の言葉を遮るように「その指揮官は私がやりましょう」と志願した。特殊部隊の人数は教導航空軍から120名と指定されており、奥山の第4中隊の人数とほぼ同数であり、山田は奥山に第4中隊をそのまま特殊部隊に編成するか？と意見を求め、奥山も一旦は同意したが、その後の協議により、他の中隊からも40名を第4中隊に異動させて、その中から126名を選抜して特殊部隊を編成して、残った第4中隊はそのまま存続させることとなった。奥山らは、12月5日に宮崎県川南駅を出発し、12月8日に豊岡に到着した。豊岡では奥山らの特殊部隊は「神兵皇（すめら）隊」と名付けられ、奥山はここで初めて自分たちの任務の詳細を神兵皇隊の将兵らに伝えている。豊岡の松林の中にはB-29の原寸大のモックアップが作られて、隊員らはそのモックアップで爆破訓練を繰り返した。隊員らは自分たちの目標がB-29だと知ると「我々がB-29をやらなければ、日本全部が、焦土と化す」「だからどうでもこうでもB-29を焼かなければならない」と一兵に至るまで決心し、「B-29を1機焼くことは乙巡洋艦を1隻沈めるに等しい」と自分たち任務の重要性を認識している。

### 陸軍中野学校の諜報員合流

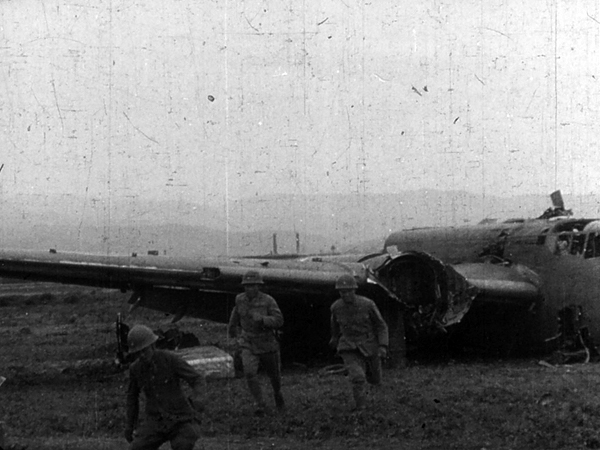
航空機の爆破訓練をおこなう義烈空挺隊員

日本軍は陸軍中野学校で諜報や防諜などの教育を受けた諜報員を南方の島々に配置し、連合軍の侵攻により占領されたのちも同地に留まらせ、敵情などの情報収集を行っていた。これを「残置諜報員」と呼んだが、そのうちの1人が太平洋戦争終結から29年の時を経て、フィリピン・ルバング島から日本へ帰還を果たした小野田寛郎となる。サイパン島にも残置諜報員は配置されていたが、守備隊が玉砕してからは消息が途絶えた。大本営はB-29の出撃状況や日本軍の空襲による効果など、サイパン島からの情報を必要としており、陸軍中野学校卒の諜報員を空挺隊の突入の際にサイパン島に潜り込ませることを計画した。
1944年11月末に、ゲリラ戦や破壊活動を専門的に教育する陸軍中野学校二俣分校で初めての卒業式が行われたが、卒業式の数日前に生徒らに「サイパン島行きを志願するものはいないか？」と募集がかけられ、熊倉順策見習士官他5名が志願した。志願した熊倉らに二俣分校長の熊川中佐は「名もなく死んでくれ」と告げている。その後陸軍中野学校本校を卒業した1年先輩の石山俊雄少尉ら2名が合流、総勢8名となった中野学校卒業生は大本営陸軍部付という役職となり、参謀本部に出頭し梅津美治郎参謀総長に着任を申告したが、梅津は熊倉らを見るなり「おお、君たちが行ってくれるのか、そうか、そうか」と慈父のような眼差しで一同を見回すと、全員を前にして「大本営から初めて直接特攻隊員を出す重大な作戦である。選ばれた貴官らは、中野学校出身者である。十分、自重自愛し、あらゆる困難を克服して任務達成に活路を開くことを祈念する」と訓示した。その夜には梅津と次長を筆頭とした参謀本部幕僚が列席した壮行会も開催された。梅津は各人の家庭の状況などを親身になって聞き取り「九州から部隊が来るまで郷里に帰ってなさい」と帰省を認め、墓参のために自ら卓上の菊花を手折って8名に手渡すという配慮ぶりだった。さらに部下参謀に「見習士官は特例をもって任官できるよう、陸軍省に交渉せよ」と命じている。梅津の鶴の一声で熊倉ら二俣分校卒業の6名の見習士官は特例で少尉に任官し、さらに通信担当の2名の下士官も加わり合計10名となった中野学校卒業生は、豊岡で奥山らと合流し、神兵皇隊は合計136名となった。サイパン島への残置諜報員としての潜入任務は中野学校の諜報員10名だけの秘密として、他の空挺隊員には口外しなかった。
熊倉ら陸軍中野学校の諜報員が奥山ら神兵皇隊に合流したときには、空挺隊員は猛訓練に明け暮れていたが、諜報員は鍛え抜かれた空挺隊員の体格を見ると「こんな逞しい兵隊が日本にいたのか」と驚いている。諜報員はサイパン島に潜入するという特別任務を命じられていたが、組織的には奥山の指揮下となった。奥山は畑違いの諜報員に気さくに接して、「貴様らは何ができるのだ？」との問いかけをしてきたので、「大したことはできません」と諜報員が答えると、奥山は「忍術でも使えると思ったが、ダメか、ワッハッハ」と豪快に笑ってみせたという。奥山の人柄に諜報員らのエリート意識は即座に吹き飛び、空挺隊員と同じB-29爆破の訓練を連日行ない、空挺隊員と諜報員の一体感が高まった。しかし、潜入任務については奥山にも口外はできず、任務の検討や計画は奥山ら空挺隊員には内緒で諜報員だけで行った。その後、度々航空軍の参謀がやってきて、奥山ら空挺隊員にも「死に急ぐな、ゲリラ戦をやれ」と指示してきたが、奥山は諜報員らに「後のことはお前らに任す」と言ってまともに取り合わなかった。
神兵皇隊をサイパンまで空輸するのは、新海ら第二独立飛行隊と同様にサイパン島空襲任務を行ってきた第三独立飛行隊（編隊長諏訪部忠一大尉）となった。第三独立飛行隊は爆撃任務で使用してきた一〇〇式司令部偵察機の爆撃機改造型から、九七式重爆撃機に機種を変更することになったが、神兵皇隊は空挺部隊ではあったが落下傘で降下するのではなく、空挺隊員が搭乗する輸送機がアメリカ軍飛行場に強行着陸し、着陸成功時は発煙筒を上げ、その後に隊員が機体から飛び出して破壊工作を行うという手筈になっていた。強行着陸時には車輪を出さずにそのまま胴体着陸することとしていたが、これは車輪を出せば滑走距離が伸びてしまうので、狙った場所に機体を止めるためであった。アメリカ軍飛行場に強行着陸すれば搭乗員の玉砕は避けられず、第三独立飛行隊搭乗員らの士気はなかなか上がらなかったが、撃墜されたB-29から詳細な取扱説明書が入手できたので、搭乗員には「敵B-29を奪取し、これを操縦して帰還すべし」という新しい任務が加えられて、第三独立飛行隊の士気は大いに上がった。

### 義烈空挺隊に改名
1945年に入ると、神兵皇隊はサイパン島への出撃基地となる浜松飛行場に進出したが、部隊名称は教導航空軍により「義烈空挺隊」に変更された。B-29爆破には、破甲爆雷、二瓩柄付き爆薬、帯状爆薬などが使用される計画であったが、大型機であるB-29の上縁は地上4.5ｍにあり爆薬を設置するのも簡単ではなかった。しかし、運動神経抜群の空挺隊員は連日の厳しい訓練で次第にコツを掴むようになり、帯に爆薬が取り付けてあり、それを投擲して機体に巻き付けて爆破する帯状爆薬については、最初は投擲しても機体に届かない隊員もあったが、投げ縄の要領で投擲し皆上手に機体に巻き付けられるようになった。柄付き爆薬については、爆薬に取り付けてある吸盤が機体にうまく吸着するか不安であるため、そのまま自爆した方がいいという意見も出されたが、指揮官の奥山は自爆を否定「一人で最低5機は屠れ」と命じ、隊員は吸盤で爆薬がB-29の機体吸着後に、爆薬に点火して退避することとしている。
義烈空挺隊の練度は教導航空軍が口を挟む余地のないほどに高められていたが、義烈空挺隊がサイパン島への出撃のため浜松に進出した1945年1月には、日本軍によるサイパン島空襲の中継基地として使用されて、義烈空挺隊も使用するはずであった硫黄島が、アメリカ軍の連日の空襲で中継基地として使用するのが困難となっていた。1月17日から義烈空挺隊は出撃準備を整え、遺品、遺書、遺髪を管理班に託したが、22日まで待機したのにもかかわらず出撃命令は出なかった。その1月22日に一旦作戦延期と決まり、義烈空挺隊は訓練を再開したが、出撃の見通しが立たないなかで士気は上がらず、いつしか隊員らは出撃もせず毎日美食している自分らを、「義烈空挺隊」の部隊名を捩って「愚劣食放題」と自虐的に自称している。浜松では、輸送機隊の操縦士だけ1ヶ月間の妻帯が許されて、新婚の長谷川道朗曹長夫妻も浜松で一緒に暮らしている。連日出撃待機を終えて帰宅する長谷川を妻女は官舎で待っていたが、任務は極秘であったため、長谷川は妻女に自分が義烈作戦部隊に所属していることも、任務についての話も一切しなかった。1か月後に長谷川と妻女は浜松基地で別れ、任務の詳細を知らなかった妻女は、長谷川がまた戻ってくると希望をもっていたが、これが最後の別れとなり、戦死の状況を知ることができたのも戦後20年も経ってからであった。
その後、1月27日に義烈空挺隊は古巣の宮崎県川南町に帰ったが、1月30日にはアメリカ軍の硫黄島への侵攻の可能性が高まったことから、義烈空挺隊によるサイパン攻撃は正式に中止となった。1945年2月16日には硫黄島にアメリカ軍が上陸して硫黄島の戦いが始まったが、義烈空挺隊に3月19日～20日に硫黄島の千島飛行場に突入する任務が命じられた。しかし硫黄島には小型の戦闘機が多数配備されており、急遽、小型機の破壊工作の訓練を行わなければならなくなった。中野学校の諜報員は硫黄島ではサイパンとは違い残置諜報もゲリラ戦もできないため、これでは義烈空挺隊に選ばれた意味がなく犬死ではないかと感じたが、表立って言えば、奥山ら空挺隊員に任務を隠していたと咎められ、隊の団結を乱すことになりかねないので黙って命令にしたがうことにした。義烈空挺隊は川南から茨城県つくば市の西筑波飛行場に移動し出撃準備を整えていたが、硫黄島の戦況悪化もあって硫黄島への出撃も中止された。しかし、小型機の爆破訓練はこの後の任務に活かされることとなった。

## 出撃

### 義号作戦発令

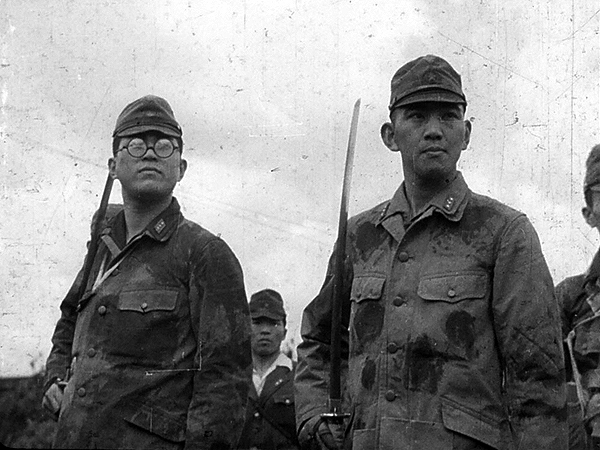
出撃前の閲兵を受ける義烈空挺隊指揮官奥山道郎大尉（左）と輸送機隊編隊長諏訪部忠一大尉（右）、軍服の色の濃い部分は手製の迷彩

1945年（昭和20年）4月には沖縄に連合軍が侵攻し沖縄戦が始まったが、5月になって沖縄に日本軍が構築しながらアメリカ軍に奪取された各飛行場にアメリカ軍の陸軍航空隊や海兵隊の航空機多数が進出しており、日本軍の特攻を主体とする沖縄方面への航空作戦の大きな障害となっていた。日本軍は陸軍の重砲による砲撃や、陸軍重爆撃機、海軍芙蓉部隊などの空襲により執拗に沖縄のアメリカ軍飛行場を攻撃し続けていたが、飛行場機能に支障をきたす様な損害を与えることはできず、逆にアメリカ軍の航空戦力は強化される一方であった。
大本営は、第32軍の沖縄南部への撤退と特攻作戦の援護のため、残された航空戦力を集中して沖縄のアメリカ軍飛行場を攻撃することとし、5月下旬に開始される予定の菊水七号作戦で義烈空挺隊による沖縄本島の飛行場への空挺特攻作戦（義号作戦）を決行することとし、義烈空挺隊は西筑波から熊本県の健軍に移動して第6航空軍の指揮下に入った。参謀本部は、義烈空挺隊輸送機として九七式重爆撃機12機、飛行場夜間爆撃機として四式重爆撃機12機、九九式双発軽爆撃機10機の投入を命じ、海軍の第五航空艦隊司令長官宇垣纏中将は義号作戦を援護するため、一式陸上攻撃機17機、銀河13機、それに護衛として夜間戦闘機12機の投入を決定した。義号作戦とそれに伴う夜間爆撃は、過去最大規模での沖縄のアメリカ軍飛行場への夜間攻撃となった。宇垣はより爆撃効果をあげるため、爆撃機に時限爆弾を搭載させて出撃させている。
義号作戦の決定には紆余曲折があった。義烈空挺隊は第6航空軍の指揮下ではあったが、その使用には大本営の許可が必要であった。第6航空軍は義烈空挺隊投入の機会をうかがってきたが、4月中旬になって沖縄のアメリカ軍飛行場の強化が進むと投入の好機と考えて、第6航空軍司令官の菅原道大中将は大本営に高級参謀の井戸田勇大佐を派遣し、使用の許可を求めた。井戸田の陳情に対して参謀本部第1部長宮崎周一中将は、「近日中に現地に出向くからその時に検討しよう」と返事を先延ばしした。その後も菅原は矢のように催促を行った結果、5月2日に「義号作戦」の準備命令は下ったが肝心の作戦命令はまた先延ばしとなった。大本営が義烈空挺隊の投入を渋ったのは、5月3日に開始された第32軍による総攻撃が失敗に終わり、見込みの薄い沖縄に日本陸軍最精鋭の義烈空挺隊を投入するのは惜しいと考えて、きたる日本本土決戦のために温存しておこうという目論見があったからとされる。その後に約束通り宮崎が福岡に訪れたが、手ぐすね引いて待っていた第6航空軍は、司令官の菅原自ら宮崎に対して「特攻隊に指定されて既に半年、計画しては取りやめになること再三に及ぶは、その心情忍び難い」と決断を即した。宮崎は即答を避けたが、東京に帰るや即時に義烈空挺隊投入を決定して「義号作戦認可せらる」という許可の電文を打電させた。菅原らは参謀本部の許可は期待しておらず、翌5月18日に九州に訪れる予定であった陸軍大臣の阿南惟幾大将にも直談判する準備中であった。

### 作戦目標

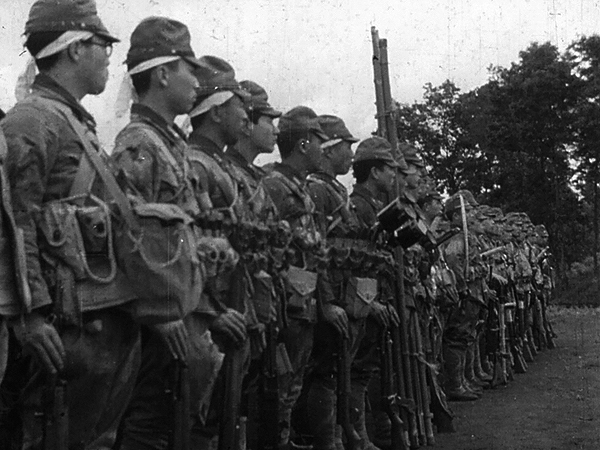
完全装備で閲兵を受ける義烈空挺隊員

大本営の許可はとったものの、沖縄戦の大勢も決し時期を逸した戦況に、菅原は作戦の決行を躊躇したが、これまで何度も出撃が中止となってきた奥山が「空挺隊として若し未使用に終わるようなことになっては何の顔（かんばせ）あって国民に相まみえん」「当局の特別なる保護と、世上の絶大な尊敬に対して、武人の最期を飾るべき予期の戦場さえ与えられないとなると、国民国家に対して顔向けができようか」と心中を吐露していたことを知って、菅原は「部下に死に場所を与える」という感情に流されて出撃命令を下した。また、なかなか義烈空挺隊の使用許可を出さなかった大本営であったが、一旦作戦開始が決まると、沖縄戦最大規模のアメリカ軍飛行場への夜間攻撃となる本作戦に大きな期待を寄せている。
5月19日に第六航空軍司令部で奥山と諏訪部も交えて、義号作戦に関する会議が開かれ作戦計画が決定した。
以上の通り、義烈空挺隊の任務はアメリカ軍飛行場の撃滅と、海岸での揚陸物資の破壊とされていた。義烈空挺隊員はサイパンのB-29破壊任務訓練で、敵大・中型機には胴体に帯状爆薬を装着させ破断するか、柄付き爆薬を主翼下面に吸着させて桁を破壊する技術、硫黄島での戦闘機破壊任務訓練では、小型機に対する手榴弾・爆雷を機体に投げ入れて爆破する技術を習得しており、沖縄の飛行場に配備されている大型機、小型機いずれにも対応できる爆破技術を身に着けていた。また飛行場施設、軍需資材は爆破または焼夷攻撃を行うこととしていた。輸送任務にあたる第三独立飛行隊の搭乗員32名も、サイパン攻撃計画時は主任務である部隊輸送に加え着陸後のB-29奪取任務が付加されていたが、沖縄では着陸後には編隊長の諏訪部以下全員が奥山の指揮下に入り空挺隊員と共に地上戦闘する事となった。奥山は第三独立飛行隊まで道連れにすることはないと考えており、編隊長の諏訪部に「何とか友軍の占領地まで脱出してみろ」と何回も進めたが、諏訪部は「未練の残ることは止めましょう」と義烈空挺隊と一緒に戦うことを選んでいる。
義烈空挺隊の出撃を撮影するため日本映画社の時事制作局の局員も健軍入りしたが、局員らは真黒く日焼けし眼光だけが異常に鋭い義烈空挺隊員の風貌に驚き、全員が柔道、剣道有段者の猛者ばかりと聞かされてさらに驚いた。そして出撃前の総仕上げの演習を撮影したが、暗夜の滑走路を合図の呼子だけで自由自在に進退し、部隊の集合離散も速やかで、忍者のように忍び込んだり、急に現れたりする状況を見て、今まで日本陸海軍のあらゆる部隊を幾度となく取材してきた局員らも、こんな荒っぽいが厳しい訓練を初めて目にして、義烈空挺隊の精強さに衝撃を受けている。これは、義烈空挺隊を空輸する諏訪部忠一大尉率いる第三独立飛行隊についても同様で、諏訪部自ら操縦する九七式重爆撃機に搭乗したカメラマンは、アメリカ軍のレーダーを避けるため、羅針儀ひとつを頼りに暗夜に海上5ｍという超低空飛行を苦も無く行う操縦技術に驚かされている。第三独立飛行隊の所属機はあまりに超低空を飛行するので、波によりプロペラが吹きちぎられたり、機体のなかに鳥の死骸が飛び込んでくることもざらだった。

### 出撃

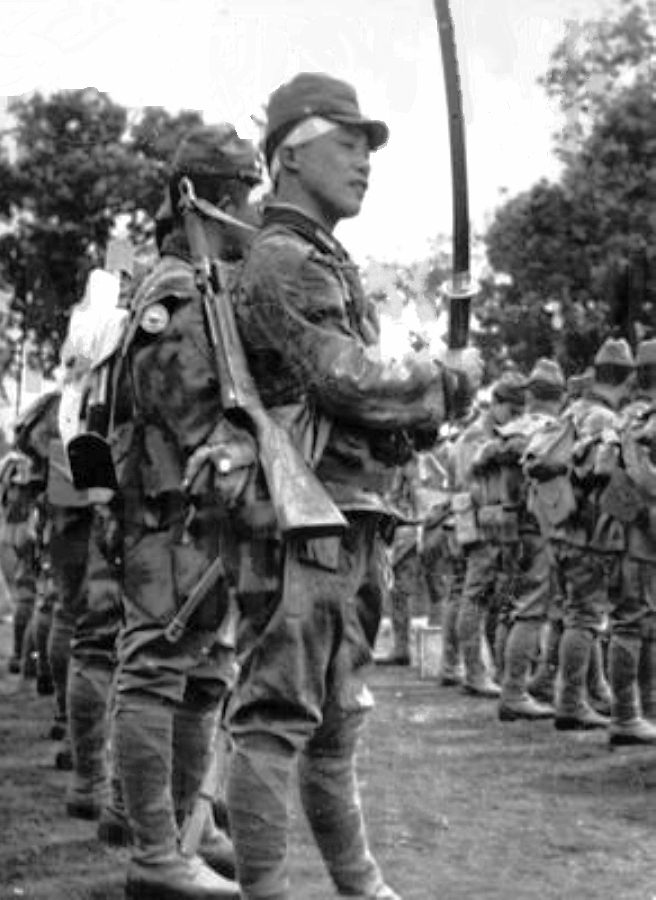
義烈空挺隊員。軍刀を持っている中央の隊員は一〇〇式機関短銃、その左隣の隊員は擲弾筒を背負っている。また後者の膝前には爆雷の竹柄も見える

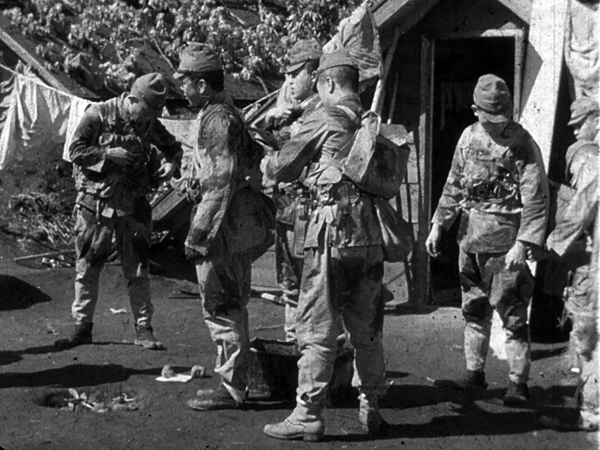
出撃前に互いに軍装を整える義烈空挺隊員

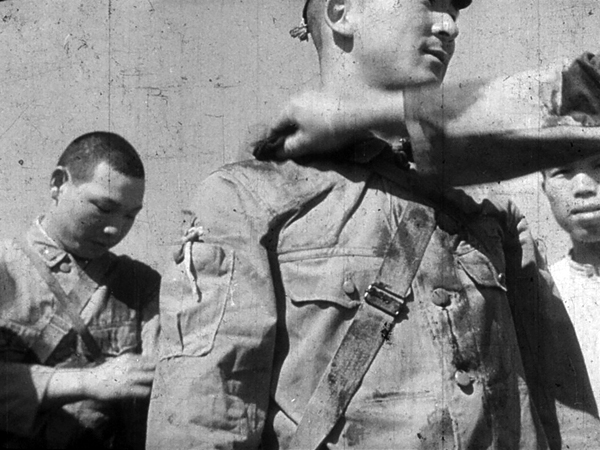
出撃前に淡緑色の染料で軍服に迷彩を施す義烈空挺隊員、上衣の右袖には規定外の物入れが縫い付けられている

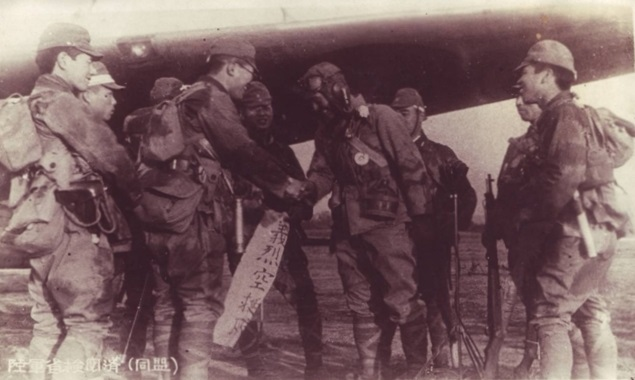
出撃直前に握手を交わす義烈空挺隊の奥山大尉（左）と諏訪部大尉（右）。

当初は第32軍が南部撤退を開始する予定の5月22日夜に出撃する計画であったが天候不順により翌23日に延期された。23日には第6航空軍司令官菅原が健軍基地を訪れ、全隊員が整列して出撃の申告と菅原による閲兵を受けた。奥山と諏訪部は菅原から短刀を受領したが、結局この日も天候が崩れて出撃は再延期となった。この夜も奥山と諏訪部ら義烈空挺隊幹部と第6航空軍参謀らで入念な作戦の打ち合わせが行われたが、他の隊員たちは、親しい報道班員と将棋をさしたり、遺品や所持品を実家などに送り返す準備をするなど思い思いの時間を過ごしていた。その様子を見ていた報道班員は隊員たちが朗やかなのを見て、決死出撃の直前だというのになぜこんなに朗やかでいられるのか不思議に思ったという。隊員たちは遺品を整理した後は、手元のお金も一銭も残さず全額国防献金に拠出している。そして、作戦協議が終わった奥山も三重県に遺す母親に遺書を書き、諏訪部は短刀で小さな観音像を彫って、「部下多数ありよろしくお願いします」という一筆を添え横須賀の長兄に送っている。
ようやく天候が回復した5月24日に出撃が決定し、上空を戦闘機が援護する中で出陣式が行われた。夕陽が金峰山 (熊本県)に傾きかける頃合に、隊員たちは夕陽に向かって別れの盃(別杯)をかわした。隊員は将校も含めて兵用の服を着用しており、互いの軍服に墨汁や草汁などの染料で迷彩を施した。隊員らが濃い色の染料で互いの軍服に迷彩を施している様子が1945年6月9日第252号の日本ニュースに遺されており、映像の色合いから迷彩塗装色は黒色とされていたが、出撃3日後の5月27日付朝日新聞の記事の「軍衣に淡緑色の迷彩を施し」との記述で迷彩は淡緑色と判明し、陸上自衛隊習志野駐屯地内空挺館の義烈空挺隊員の軍装の展示でも迷彩は緑色となっている。空挺隊員は日本軍では数少なかった一〇〇式機関短銃や八九式重擲弾筒を含む各種小火器で武装し、各隊員、手榴弾10～15発を詰めた弾帯や雑のう、破甲爆雷、二瓩柄付き爆薬などの破壊機材も所持といった重武装であった。輸送機1機当たりには、飛行隊隊員2～3名、空挺隊員11～12名が搭乗し、強行着陸後、空挺隊員は3人が1班となって行動するよう訓練されており、隊長の奥山は常々「3人3世戦友ぞ」と隊員たちに言って聞かせていたという。
隊員たちには戦闘糧食として、海苔巻き10個、 いなり寿司2個、力餅、生卵2個、梅干大根漬、固形塩、羊羹、キャラメルに精力剤などが支給されたが、「自分たちは食べている余裕もないから」として、今まで世話になった整備兵たちあげてしまう隊員も多かった。
出撃に先立って奥山が行った最後の訓示が日本ニュース1945年6月9日第252号に遺されている。
その後、隊員たちは着用している軍服と同様に迷彩塗装された九七式重爆撃機に笑顔で次々と乗り込んでいった。隊長の奥山は取材する報道班員からのリクエストで、1番機に搭乗する直前に飛行隊長の諏訪部と握手をしたが、その際に「ウワーこれは映画の名優なみですね」を大笑いしながら言ったため、周囲の隊員たちもつられて大笑いしたという。
義烈空挺隊の出撃の報告を受けた第32軍司令官牛島満中将は、撤退準備に忙殺されながらも義烈空挺隊に向けて感謝電報を発している。

## 突入

### 読谷飛行場への強行着陸

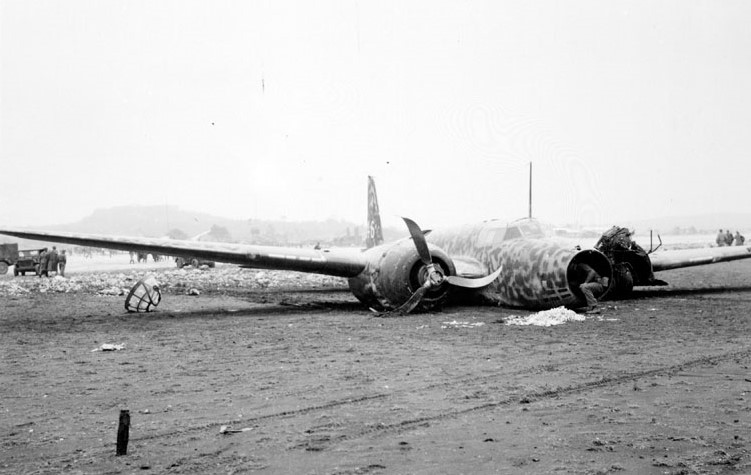
沖縄に強行着陸した後の九七式重爆。アメリカ軍が撮影した写真。

18:50、第三独立飛行隊所属の12機の九七式重爆撃機が健軍飛行を出撃した。重爆撃機隊は三角から沖縄西方海上に直進後、21：10に残波岬の沖合で約90°の直角に変針し、22：00に沖縄本島に達する計画であった。第60戦隊の杉森秀男大尉が搭乗する四式重爆撃機が第三独立飛行隊を沖縄まで誘導し、義烈空挺隊の突入寸前に照明弾を投下する手筈となっており、杉森機は手筈通りに照明弾2発を投下し「照明弾2発投下」と無線報告をしたが未帰還となった。
12機の九七式重爆撃機のなかで、まずは1機が一緒に出撃することができず、主力より遅れて出撃し単機で沖縄を目指したが、沖縄にたどり着くことができず引き返している。残った11機で沖縄に向かって飛行を続けたが、故障や航法の不備で脱落する機体が相次ぎ、さらに3機が引き返すこととなった。その3機はそれぞれ大牟田の海岸、三角付近、隈庄町に不時着している。作戦では嘉手納飛行場に8機、読谷飛行場に4機が向かう予定であったが、4機が引き返した他に別の1機も本隊から逸れており、結局は嘉手納飛行場に2機、読谷飛行場に5機が向かうこととなった。
行動秘匿のために義烈空挺隊からの通信は、沖縄西方海上での変針時、沖縄本島到着、只今突入の3回とあらかじめ決めていたが、21：10の変針、22：00の沖縄本島への到着予定時刻にはいずれも連絡なく、無線を聞いていた第六航空軍司令部は重苦しい雰囲気に包まれた。その後、22：11になってから奥山隊長機から「オクオクオク　オクオクオク　ツイタツイタツイタ　ツイタツイタツイタ」との入電があり、司令部と隣室に控えていた報道班員や新聞記者らはドッと歓声を上げた。しかしその無電が義烈空挺隊から発された最初で最後の無電となった。
先導した重爆隊により、6機が沖縄の北飛行場に強行着陸、さらに2機が中飛行場に着陸したとの報告がなされた。その後にアメリカ軍から平文で読谷飛行場の騒乱を伝える電文が次々と発信されるのを日本軍が傍受した。「読谷飛行場異変あり」「在空機は着陸するな」「島外飛行場を利用せよ」との電文の他、慌てた管制官が在空機を空母に誘導しようとし機動部隊の位置を暴露する混乱ぶりだった。アメリカ軍の混乱状況から判断して義烈空挺隊は果敢な攻撃を実施したものと判断されて、軍司令官の菅原は大本営に24：00に作戦成功の第一報を入れている。翌5月25日に一〇〇式司令部偵察機が沖縄を偵察したが、読谷飛行場は機能喪失、嘉手納飛行場は使用制限を受けている模様であり、同日もなお義烈空挺隊は飛行場付近で敢闘中と判断された。
アメリカ陸軍の沖縄戦公式戦史「United States Army in World War II / The War in the Pacific / Okinawa: The Last Battle」によれば、6度にも及ぶ日本軍機による空襲ののち、24日22:30頃、義烈空挺隊のものと思われる双発爆撃機5機が伊江島の方向から低空で進入してきた。読谷飛行場のアメリカ軍兵士は、日本軍の爆撃機が自らの意思で着陸しようとしていることに驚愕し、猛烈な対空砲火を浴びせた。1、2番機は対空砲火に撃墜されたが、3機目は被弾した後 第16対空砲兵大隊の対空砲陣地に体当たりして、海兵隊8人が巻き添えで戦死した。
この日管制塔では、第2海兵航空団VMFA(AW)-533夜間戦闘機パイロットメイナード・C・ケリー海兵隊中尉とロバート・N・ダイエルリッチ海兵隊2等軍曹の2人と他7人の海兵隊員が管制業務に就いており、義烈空挺隊突入前の爆撃の間は、日本軍爆撃機に浴びせられる対空砲火を見ながら「あそこにいてあいつらを撃てるなら50ドルやってもいい」などと冗談を言い合っていた。やがて、義烈空挺隊を乗せた九七式重爆撃機が低空飛行で突っ込んでくると「今なら75ドルでもいいくらいだ」とまだ冗談を言う余裕があったが、最後に突入してきた5機目が対空砲火をかい潜って読谷飛行場の滑走路に胴体着陸し、機体はそのまま管制塔から100ｍの距離にある舗装駐機場まで達すると、ケリーは「一体なにごとだ」と叫んで双眼鏡で確認し、機内から8人～10人の完全武装の空挺隊員が機から飛び出してくるのを視認した。そこでケリーは、38口径のリボルバー式拳銃を掴んで管制塔を飛び出して、他の海兵隊員たちの制止を振り切ってジープに乗ると胴体着陸した日本軍機に向かっていった。機体から出てきた空挺隊員の数は、最小では8人から最大で11人まで諸説ある。

### 読谷飛行場での戦闘

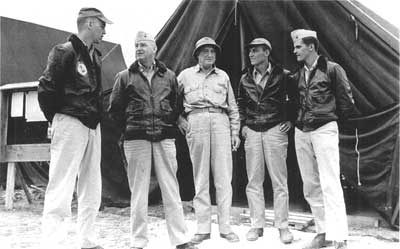
義烈空挺隊突入時の沖縄海兵隊航空隊の指揮官たち、左から2番目が第10戦術空軍司令官フランシス・パトリック・マルケイ少将、3人目がアメリカ海兵隊総司令官アレクサンダー・ヴァンデグリフト大将。

唯一、読谷飛行場の強行着陸に成功したのは、陸軍中野学校二俣分校出身の原田宣章少尉が指揮官の4号機であった。4番機には指揮官の原田のほか、森井徳満、石丸愛二、松実留四郎の各曹長、松永鼎、田村松之助、諏訪芳夫、相田清、堀添綴、斎藤愛一の各伍長の10人の義烈空挺隊員と、巧みな操縦で機体を見事に強行着陸させた、第三独立飛行隊の町田一郎中尉と岡本秀男曹長の操縦員に、航法員の瀬立武夫少尉、無線員の石川高明伍長の合計14人が搭乗していたが、操縦していた町田か岡本のいずれか1人が着陸時に戦死したほか、機体から飛び出してきた日本兵は最大で11人であったため、他2人も何らかの理由で機体の中に取り残されたことになる。
機体から飛び出した義烈空挺隊員は一団となって、身を屈めながらゆっくりとした歩調で、駐機してある航空機の方に滑走路を横切って進んでいったが、一部始終を見ていたVMFA-542の夜間戦闘機パイロットクラーク・C・キャンベル中尉に率いられた滑走路上の海兵隊員が、M1ガーランドやトミーガンを手に取って反撃を開始した。そこで、一団となっていた義烈空挺隊員は散開し、一部の隊員が地面にうつ伏せて、伏射で短機関銃と小銃で海兵隊員に向け応射を行い、他の隊員は匍匐前進で航空機と管制塔に近づいていった。そこに、ケリーの乗ったジープも到着したため、義烈空挺隊員は射撃を浴びせ、しばらくの間銃撃戦となったが、航空機に向かっていた他の義烈空挺隊員が、手榴弾や爆薬を投擲して次々とアメリカ軍航空機を破壊しているのを見ると、ケリーは管制塔に戻り飛行隊司令部に警報を入れることにした。管制塔近くにも既に義烈空挺隊員が進出していたが、ケリーはこの隊員を拳銃で射殺すると、管制塔を駆け上がって飛行隊司令部に警報電話をし、さらに戦闘し易くなるよう探照灯を点灯しようとしたとき、隊員からの射撃によって戦死した。ケリーはこの功績で海軍十字章を受章している。
義烈空挺隊員はまったく無駄な動きをすることもなく、駐機している航空機の間を駆け抜け、訓練通り大型機には爆雷を設置し、小型機には手榴弾を投擲して次々と機体を撃破していった。一方でアメリカ軍は、突入当時に読谷飛行場には殆ど地上部隊がおらず、義烈空挺隊に対して戦闘には不慣れな戦闘機パイロットや整備兵や対空砲部隊の海兵隊員が応戦することとなった。そのため、上記のように一部は冷静な対応をした海兵隊員もいたが、他の多くの海兵隊員は侵入してきた日本兵がわずか10人足らずとは判らず、多数の日本兵が攻撃してきたと思い込んでパニックに陥り、四方八方に向けて対空砲を含むあらゆる火器を発砲した。混乱した戦闘において、第2海兵航空団の海兵隊パイロットが被った損害は大きく、義烈空挺隊員との戦闘でケリーが戦死した他に1人が義烈空挺隊員の射撃によって戦死し、投擲された手榴弾で4人が負傷し、うち2人は片足を吹き飛ばされる重傷となった。飛行場における戦闘での負傷者は合計18人にもなり、他にも第1臨時対空砲兵グループにも9人の負傷者が出ている。この激戦を間近でみていた基地の海兵隊航空将校ロナルド・D・サーモン大佐は「実に恐ろしい・・・わたしがあらゆる戦争で見た中で屈指の興奮した夜であった」と恐怖心を抱き、この戦闘を見ていたアメリカ軍従軍記者が、読谷飛行場の状況を「地獄さながらの混乱」と形容したほどの混乱ぶりであった。
そんな混乱した状況で、海兵隊の夜間戦闘機隊 VMFA(AW)-533のF6F戦闘機が夜間哨戒任務から帰還してきたが、指揮官のマリオン・マグルーダー中佐は激戦中にも構わず、味方のフレンドリーファイアを避けながら戦闘機隊を飛行場に無事に着陸させ、F6Fから飛び降りたパイロットは塹壕に入って戦闘支援に加わっている。

### 攻撃成功

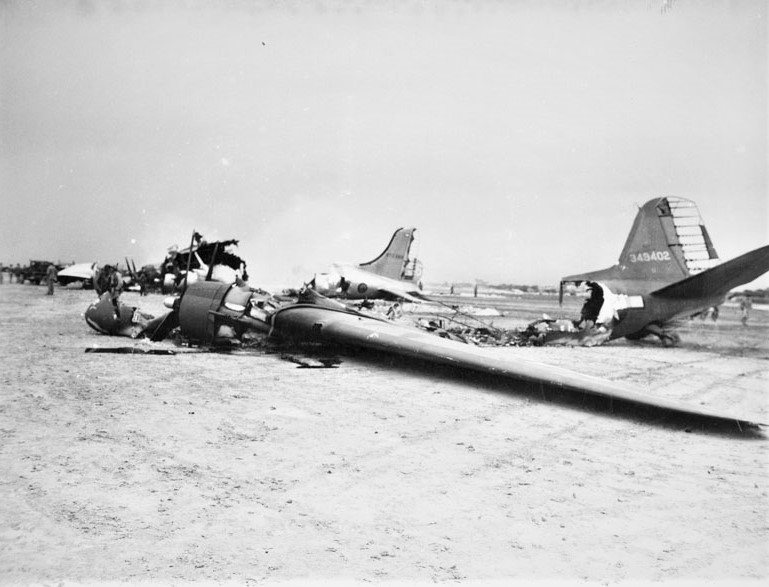
義烈空挺隊に撃破されたチャールズ・J・ムーア少将の乗機

アメリカ軍海兵隊の記録では、義烈空挺隊の破壊工作により、アメリカ軍機9機が破壊炎上（F4U戦闘機3機、C-47輸送機4機、PB4Y-2爆撃機2機）、29機が損傷（PB4Y-2爆撃機2機、F6F戦闘機3機、F4U戦闘機22機、C-47輸送機2機）、破壊されたC-47の1機はチェスター・ニミッツ海軍元帥の使いとして沖縄に来ていたアメリカ統合参謀本部次官チャールズ・J・ムーア少将の乗機であった。また、損傷機のなかでも破壊の程度が酷い機もあって少なくとも戦闘機3機は修理不能と判定されている。
燃料集積所も破壊されて、ドラム缶600本の70,000ガロンのガソリンが焼き払われ、対空砲隊の損害を合わせると最低でも10人が戦死し、27人以上が負傷するという人的損失を被った。わずか8～10人程度の隊員によってもたらされた破壊は甚大であり、まさに阿修羅の如き奮戦・敢闘であったことは間違いない。
読谷飛行場はこのダメージにより翌朝10時まで使用不可となった。戦果視察の重爆撃機は、読谷飛行場が大混乱に陥り、次から次にアメリカ軍航空機が炎上していたと報告している。読谷飛行場は近隣の地上部隊に救援を求め続けたが、なかなか増援は到着しなかっため、戦闘は夜明けまで続くことになった。いくら戦闘に不慣れな戦闘機パイロットらが相手であっても、圧倒的多数の敵を前に義烈空挺隊員も次々と倒され、翌25日13:00頃に、最後の1名が残波岬近隣にあった第31海兵航空群司令部まで達したところで射殺されて、義烈空挺隊は全滅した。義烈空挺隊員が飛行場から離れた海岸線まで達していた理由については、「義烈空挺隊攻撃計画」の通り、アメリカ軍飛行場攻撃のあとは海岸まで達して揚陸物資を攻撃する計画であったからである。また、残敵掃討していた第8対空砲兵大隊の2人の海兵隊員が、飛行場近くの林の中で横たわっていた義烈空挺隊の将校を見つけて、捕虜にすることなく頭を撃ち抜いて殺害したため、後日軍法会議にかけられている。6月12日に陸軍第6航空軍が発信した戦闘概報によると「義号作戦ニ参加シ北中飛行場ニ強行着陸ス任務終了後敵中突破「具志頭（島尻郡八重瀬町）」附近ニ到達セル一名」と1人の義烈空挺隊員が生き残り、第32軍の前線まで達して戦果を報告したとされるが、その真偽と隊員の氏名は判明していない。
嘉手納に向かった2機がどうなったのかはアメリカ軍の記録には記述はないが、戦果視察の重爆撃機は、着陸成功を報じる赤い信号灯が嘉手納飛行場で2つ点灯されたのを確認し帰還後に作戦成功を報告している。
海軍第五航空艦隊司令部も、嘉手納飛行場は使用できないので沖合の空母に着艦せよというアメリカ軍の無線を傍受している。また、アメリカ軍海兵隊員としてペリリューの戦いなどの従軍歴がある作家ロバート・レッキーの著作「Strong Men Armed: The United States Marines Against Japan」（邦訳版は「日本軍強し―アメリカ海兵隊奮戦記」）によれば、「嘉手納飛行場も読谷飛行場と劣らぬ損害を受けて、50人の日本兵が27日まで飛行場を占領していた」とのことであるが、該当するアメリカ軍の公式記録は見当たらない。日本陸海軍の爆撃機は同時に伊江島飛行場も爆撃し、ここでも60名のアメリカ兵が死傷するなど大きな損害を与えている。
さらにこれは「第一期攻撃」であり、第一期攻撃が成功したのちは、生存した義烈空挺隊員はそのまま沖縄にてゲリラ戦を展開していく計画で、これを「第二期攻撃」としていた。
義烈空挺隊は北飛行場東北にある220.3高地をゲリラ戦（遊撃戦）の拠点にしようとしていた。同高地は付近に深い谷があり潜伏するにはうってつけの地形で、生存した空挺隊員はそこを拠点とし、毎晩北飛行場や物資集積所を襲撃し命ある限り戦う計画であった。
陸軍中野学校の諜報員は、サイパン島攻撃のときとは異なり残置諜報員としての潜入任務は命じられておらず、純粋な戦闘員として作戦に参加していたが、付近の山中には、すでに他の陸軍中野学校諜報員に率いられた第二護郷隊がゲリラ戦を展開しており、義烈空挺隊の諜報員も護郷隊と連携しゲリラ戦を展開する計画であったという指摘もある。
名護市史編さん係で陸軍中野学校と沖縄戦の関連を研究している川満彰は「彼らは生き残る計画だったと思うんですよ。一般の僕たちから見ていたら無謀な計画ではあるんだけれど（中略）彼らは生き残るつもりだった。遊撃戦を展開して、大本営、関東地区の爆撃をどうにかここで少しずつでもいいから食い止めるというそういったことが計画されていたんでしょうね」と、義烈空挺隊が単なる決死の特別攻撃隊ではなく、なるべく生存をはかり、長くゲリラ戦を展開してアメリカ軍の足止めを行う任務を帯びていたと指摘している。

## 突入後

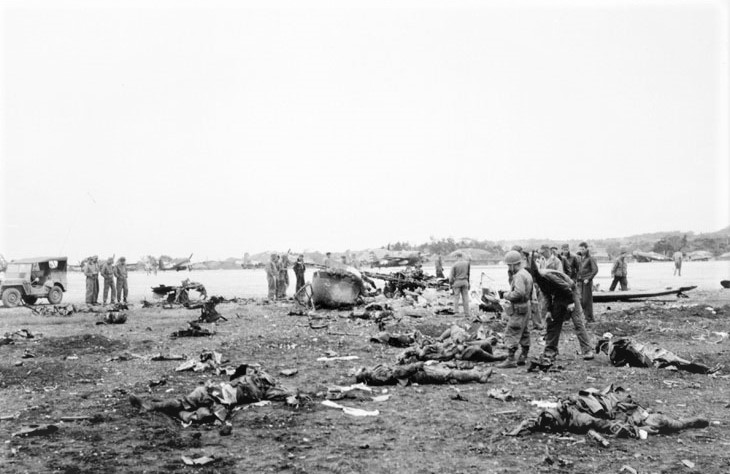
滑走路上に横たわる義烈空挺隊員の遺体。

戦闘後に行われたアメリカ軍の調査によると、確認された日本兵の死者は北（読谷）飛行場で13名（胴体着陸に成功した機体内で発見された3名を含む）。飛行場周辺で撃墜された他の4機には、各機とも14名ずつが乗り組んでいたと考えられ、全員が炎上した機体内やその周辺で死亡しており、その総数は69名であった。義烈空挺隊員の遺体はアメリカ海軍設営隊が埋葬している。
義烈空挺隊員の遺体からは、アメリカ軍パイロットが就寝しているテントの位置までが記された詳細な地図が発見され、驚いたアメリカ軍は翌朝、スパイ対策の強化を命じている。特に、飛行場周辺に滞在していた避難民の関与が疑われたため、避難民が飛行場から遠ざけられた。また、新たな日本軍による空挺作戦を警戒して、各飛行場には新たなアメリカ軍の戦闘部隊が配置されることとなった。
義烈空挺隊の突入は苦闘する第32軍が陣取る首里山上からも視認することができ、高級参謀の八原博通大佐も嘉手納、読谷飛行場方面で火の手が揚がるのを目撃している。八原は参謀らしく「軍の防御戦闘には、痛くもかゆくもない事件である。むしろ奥山大尉以下百二十名の勇士は、北、中飛行場でなく、小禄飛行場に降下して、直接軍の戦闘に参加してもらった方が、数倍嬉しかったのである」と冷静に感想を述べているが、第32軍司令部将兵は、義烈空挺隊や連日飛来する特攻機から「地上部隊よ頑張れ。今夜もまた我々特攻部隊がやってきたぞ」語りかけられているように感じて、死闘の中で戦うのは我々のみではないとの感情を深く心に抱くことができたという。
奥山には出撃前に少佐昇進の内示があったが、少佐の階級章を一度も付けることはなく、両肩に付いていた大尉の階級章を外すと、出撃を見送った挺進第1連隊長・中山勇大佐に託して出撃している。奥山は昭和20年6月10日付で少佐に進級し、戦死認定（昭和20年6月15日）の後にさらに二階級特進し、最終階級は大佐となっている。
以上のように飛行場の機能に一定の打撃を与えることに日本軍は成功し、特に海兵隊の戦闘機隊は大きな損害を被ったこともあり、すぐには特攻機の迎撃任務に復帰することができなかった。しかし、沖縄は義烈空挺隊が突入した翌5月25日からまた天候が崩れて、第六航空軍だけでも120機の特攻機を出撃準備させていたが、出撃できたのはその中の70機だけで、沖縄まで到達できたのは24機に過ぎず、日本軍は多大な日時と労力と人的犠牲を費やしながら、義号作戦の成果を十分に活かすことはできなかった。また、陸軍は残存の戦力で総力を結集させた作戦となったが、海軍はこれまで沖縄の飛行場を攻撃してきた夜間戦闘機隊「芙蓉部隊」が、慰労会や酒宴を開催しており攻撃に参加していないなど、初めから陸海軍連携の足並みは揃ってなかった。第6航空軍司令官の菅原は作戦について、日記で「後続を為さず、又我方も徳之島の利用等に歩を進めず、洵（まこと）に惜しきことなり、尻切れトンボなり。引続く特攻隊の投入、天候関係など、何れも意に委せず、之また遺憾なり」と評していた。それでも数少ない特攻機はLSM-1級中型揚陸艦LSM-135を撃沈、 バトラー (掃海駆逐艦)、 ローパー (輸送駆逐艦)、バリー（輸送駆逐艦）、スペクタクル (掃海艦) の4隻に再起不能のダメージを与え（バリーは後日に別の特攻機の命中で沈没、他3艦は廃艦）他7隻を損傷させ、アメリカ軍兵士171名を死傷させる戦果を挙げている。
アメリカ軍はこの予想外のコマンド攻撃に衝撃を受けており、沖縄戦における主要なアメリカ軍の公式戦史、公式報告書、アメリカ軍機関紙星条旗新聞、従軍記者の報告、司令官レベルの将官の伝記などに詳細に記述されている、その詳細な戦闘記録の中で、義烈空挺隊員が高い訓練度を誇って、応戦班と破壊班がしっかり役割分担しており、それを実戦においても冷静に実践していること、応戦班は数名の少数にもかかわらず伏射で正確な射撃を行い、圧倒的多数のアメリカ海兵隊員に対して損害を与えて、破壊活動の支援の役割をしっかりこなしていること、破壊班も、破壊対象の機体の大小をしっかり見極めて、訓練通りに爆薬や手榴弾を投擲したり設置したり状況に応じて使い分けて、少人数で最大限の破壊を実現できていることが確認できる。義烈空挺隊員の高い訓練度はアメリカ海兵隊の公式報告書でも言及されており、「訓練を受けた8人～10人の兵士がもたらせた被害から判断すると、あと1機～2機が突入に成功していたら驚異的な損害を生じていた」と評価された。
アメリカ軍側の義烈空挺隊に対する評価は高く、米国戦略爆撃調査団報告書においては「連合軍飛行場への自殺（特攻）攻撃」と紹介され「この1機からの空挺隊員は、飛行場に奇襲をかけ、そうとうな成果をあげた」と作戦成功と評され、第5艦隊司令官として沖縄作戦を指揮したレイモンド・スプルーアンスも義烈空挺隊の報告を受けると、戦闘長期化を覚悟し速やかな勝利を断念している。第二次世界大戦関連で多くの著作があるイギリスの著名な歴史作家マーク・フェルトンは義烈空挺隊指揮官奥山を「信じられないほど勇敢で才能のある兵士であった」と評価している。
義烈空挺隊が一定の成果を上げたと考えた日本軍は、義号作戦と同様な特殊部隊でのより大規模な空挺特攻作戦となる、日本海軍によるサイパン島飛行場への剣号作戦や、日本陸軍による沖縄飛行場への烈作戦 を計画し準備を続けていた。これらの作戦には、義号作戦後に挺進第1連隊に統合された義烈空挺隊の生還者の一部も参加する予定であった。しかし義烈空挺隊から被った損害で日本軍による空挺特攻作戦を警戒していたアメリカ軍は、日本軍の空挺特攻作戦の準備が進んでいるという情報を掴むと、剣号作戦での海軍航空隊作戦機の出撃基地であった三沢基地を、8月9日と10日に艦載機で猛爆撃した。海軍呉鎮守府第101特別陸戦隊と陸軍挺進第1連隊の混成部隊をサイパン島に空輸する予定であった一式陸上攻撃機25機は、巧妙にカムフラージュされていたにもかかわらず、アメリカ軍艦載機は航空機のみを狙い撃つ緻密な爆撃で18機を完全撃破、7機を損傷させて壊滅状態にした。激しい爆撃だったが、航空機の大損害に対して飛行場施設と人員に損害はなかった。輸送部隊の壊滅により作戦は延期を余儀なくされ、終戦まで決行することはできなかった。
戦後間もない頃、義烈空挺隊員の生還者のうち数名が、自分たちに出撃を命じながら自決もせずに生き長らえている菅原に抗議するため菅原宅を訪れたことがあった。菅原は特攻隊員慰霊に私財を投じていたことから貧相な生活をし、住居も死んでいった義烈空挺隊員を含む特攻隊員に申し訳ないとして、外から見たら物置にしか見えないバラック小屋であり、あまりの菅原宅のみすぼらしさと応対した菅原と妻女の誠実な態度に接して、隊員らが何も言うことなく帰ったということがあった。菅原の義烈空挺隊員に対する想いを作家の山岡荘八から尋ねられたことがあったが、「まことに立派な若者たちで惜しい！などという言葉では云いきれません。」と声を呑むようにして答え合掌している。
義烈空挺隊が出撃した健軍の地にある陸上自衛隊健軍駐屯地では、毎年の5月24日を基準日として、義烈空挺隊の慰霊祭が開催されている。

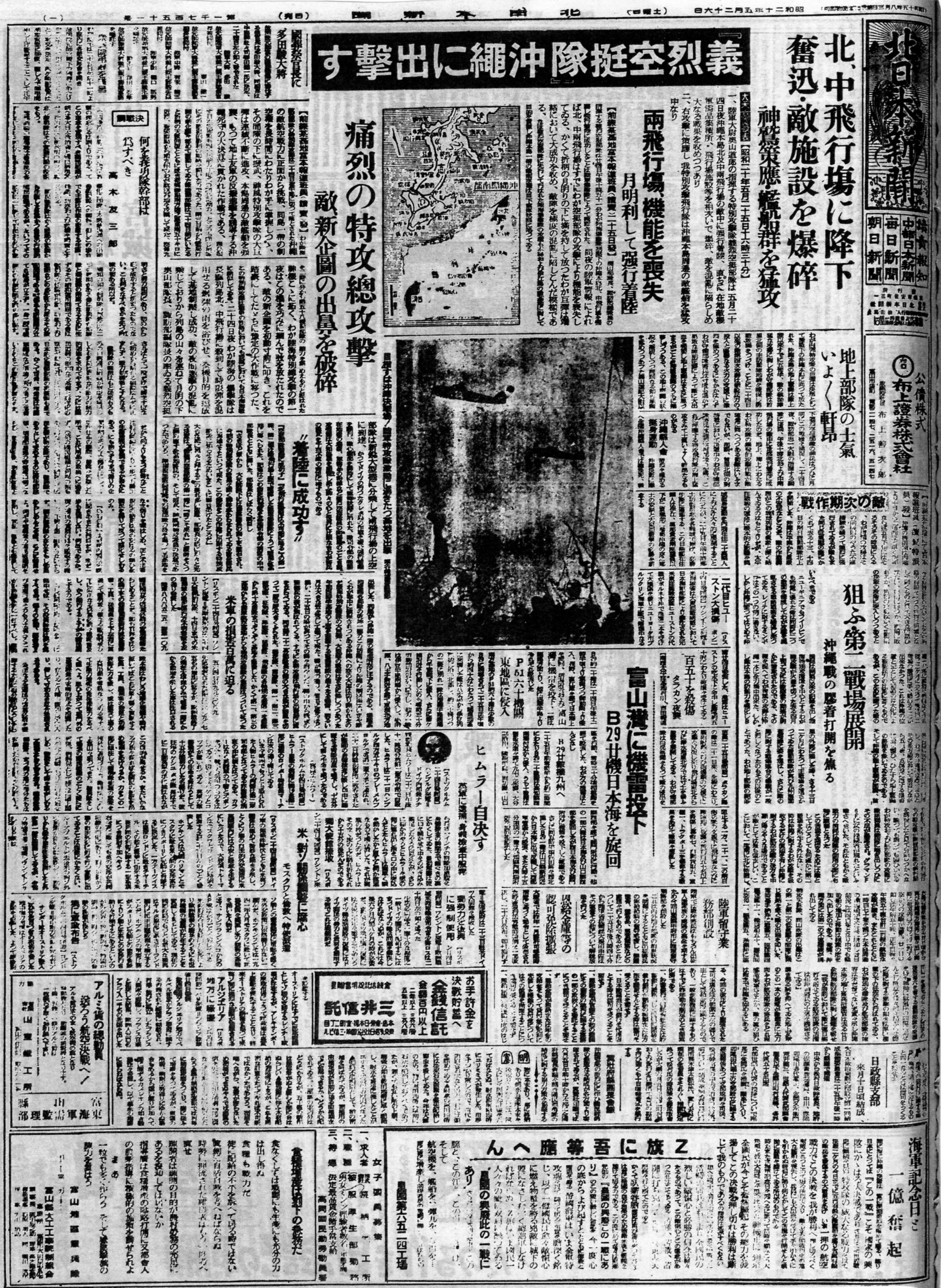
義烈空挺隊の突入を報じる北日本新聞紙面

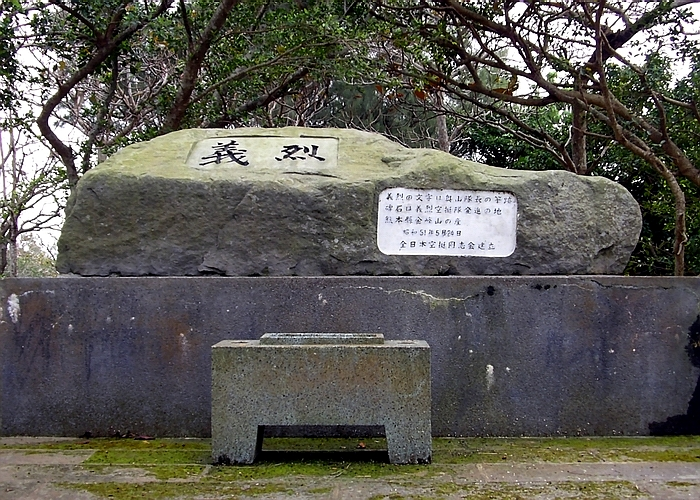
沖縄県糸満市字摩文仁に建立された義烈空挺隊の碑、「義烈」の文字は指揮官奥山大尉の絶筆の拡大

## 編成
階級は出撃時の階級で表記する。
| 番機   | 機体番号 | 操縦手         | 指揮官         | 乗員数 | 結果           | 備考                                                               |
| ------ | -------- | -------------- | -------------- | ------ | -------------- | ------------------------------------------------------------------ |
| 1番機  | 4484     | 諏訪部忠一大尉 | 奥山道郎大尉   | 14名   | 被撃墜、全滅   | 陸軍中野学校二俣分校卒業者4名搭乗                                  |
| 2番機  | 4132     | 酒井敏夫少尉   | 宇都木伍郎中尉 | 14名   | 被撃墜、全滅   |                                                                    |
| 3番機  | 4136     | 新妻幸雄少尉   | 石山俊雄少尉   | 14名   | 被撃墜、全滅   |                                                                    |
| 4番機  | 6540     | 町田一郎中尉   | 原田宣章少尉   | 14名   | 突入成功、全滅 |                                                                    |
| 5番機  | 4082     | 菊谷少尉       | 菅田寿美少尉   | 14名   | 突入断念、帰投 | 搭乗員は飛行60戦隊、空挺隊員は挺進第1連隊に統合                    |
| 6番機  | 4138     | 松尾克己曹長   | 梶原哲己少尉   | 14名   | 被撃墜、全滅   |                                                                    |
| 7番機  | 6156     | 中原正徳准尉   | 棟方哲三少尉   | 14名   | 被撃墜、全滅   |                                                                    |
| 8番機  | 4475     | 小川軍曹       | 山田満寿雄中尉 | 14名   | 突入断念、帰投 | 搭乗員は飛行60戦隊、空挺隊員は挺進第1連隊に統合                    |
| 9番機  | 6547     | 久野正信中尉   | 渡部利夫大尉   | 14名   | 被撃墜、全滅   |                                                                    |
| 10番機 | 6001     | 小野曹長       | 熊倉順策少尉   | 14名   | 突入断念、帰投 | 搭乗員は飛行60戦隊、空挺隊員は挺進第1連隊に統合                    |
| 11番機 | 4161     | 吉沢曹長       | 村上信行中尉   | 14名   | 突入断念、帰投 | 不時着時に1名殉職、搭乗員は飛行60戦隊、空挺隊員は挺進第1連隊に統合 |
| 12番機 | 4307     | 木村正雄曹長   | 渡辺祐輔少尉   | 14名   | 被撃墜、全滅   |                                                                    |

12機中、1機が突入成功、7機が被撃墜、4機が突入断念。
168名中、112名（67%）が戦死（突入断念した1機が不時着した際の殉職者1名を含まず）。

### 隊員の主な武装
| 装備名                     | 部隊装備数 |
| -------------------------- | ---------- |
| 九四式拳銃                 | 73         |
| 九九式短小銃               | 42         |
| 一〇〇式機関短銃           | 37         |
| 九九式軽機関銃             | 12         |
| 八九式重擲弾筒             | 11         |
| 九七式手榴弾・九九式手榴弾 | 2,015      |
| 二瓩柄付爆薬               | 46         |
| 九九式破甲爆雷             | 171        |
| 一瓩爆発灌                 | 44         |
| 三式手投爆雷               | 44         |
| 焼夷剤                     | 189        |
| 十年式信号拳銃             | 1          |

### 隊員の辞世の句・言葉
義烈空挺隊
第三独立飛行隊

## 供養碑
- 普賢菩薩像 - 熊本市中央区黒髪にあった「観音湯」は隊員が通った銭湯で、女将の堤ハツ（1979年死去）が普賢菩薩像を建立[105]。銭湯は2007年に廃業し、その後保存のため2025年（令和7年）に健軍飛行場跡地近くの浄圓寺（熊本市東区）に移設されることになった[105]。
- 義烈空挺隊顕彰碑 - 一般社団法人空の神兵慰霊顕彰碑護持会が発起人として全国から寄付を募り、健軍神社内に建立され2025年（令和7年）5月17日に除幕式が行われた[106]。

## 義烈空挺隊を描いた作品
- 『激動の昭和史 沖縄決戦』（1971年 東宝、監督：岡本喜八、脚本：新藤兼人） ：機内での奥山大尉と諏訪部大尉の会話、強行着陸の様子が描かれている。史実で突入に成功したのは原田宣章少尉が率い、町田一郎中尉が操縦する4号機であったが、劇中では奥山機が突入に成功している。そして1人の隊員が生き残って第32軍と合流したという説も採用している。